# Район Нішікьо
Райо́н Нішікьо́ (яп. 西京区, にしきょうく, МФА: [niɕikʲoː ku]) — район міста Кіото префектури Кіото в Японії.  Площа становить 59,20 км². Станом на 1 жовтня 2017 року населення складало 150 099  осіб, густота населення — 2540 осіб/км².

## Назва
Нішікьо — дослівно: «Західностоличний район».

## Історія
- 1 жовтня 1976 — утворено міський район Нішікьо на основі земель району Укьо міста Кіото, що знаходилися на захід від річки Кацура.

## Пам'ятки і установи
- Палац Кацура